# Heidelsberg

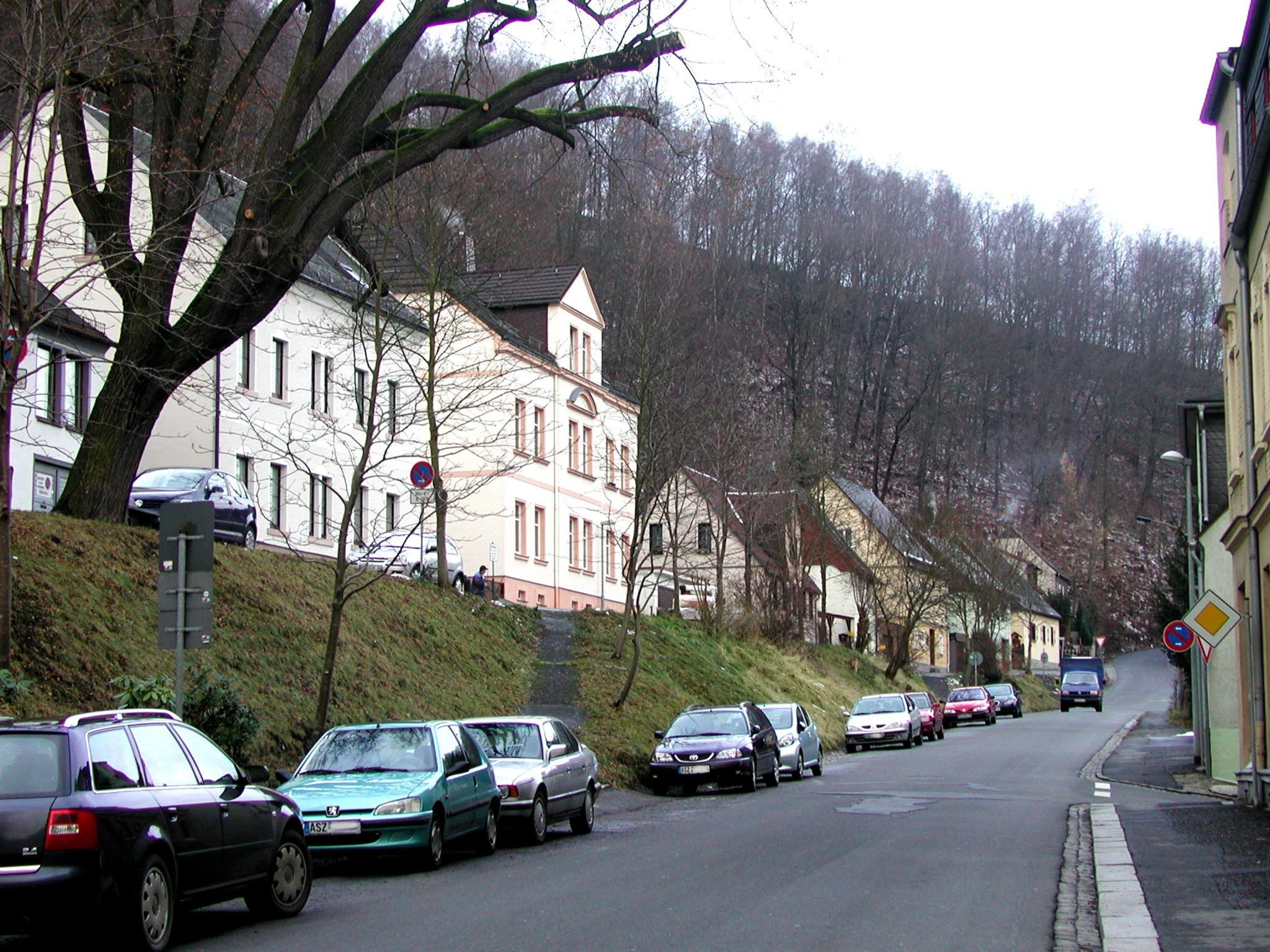
Siedlung Bergfreiheit am Fuße des Heidelsbergs

Der Heidelsberg ist ein dem Eichert vorgelagerter Berg mit einer Höhe von 522,1 m ü. NHN. Beide Berge gehören seit dem Beginn des 20. Jahrhunderts zum Auer Stadtteil Eichert.

## Geschichte

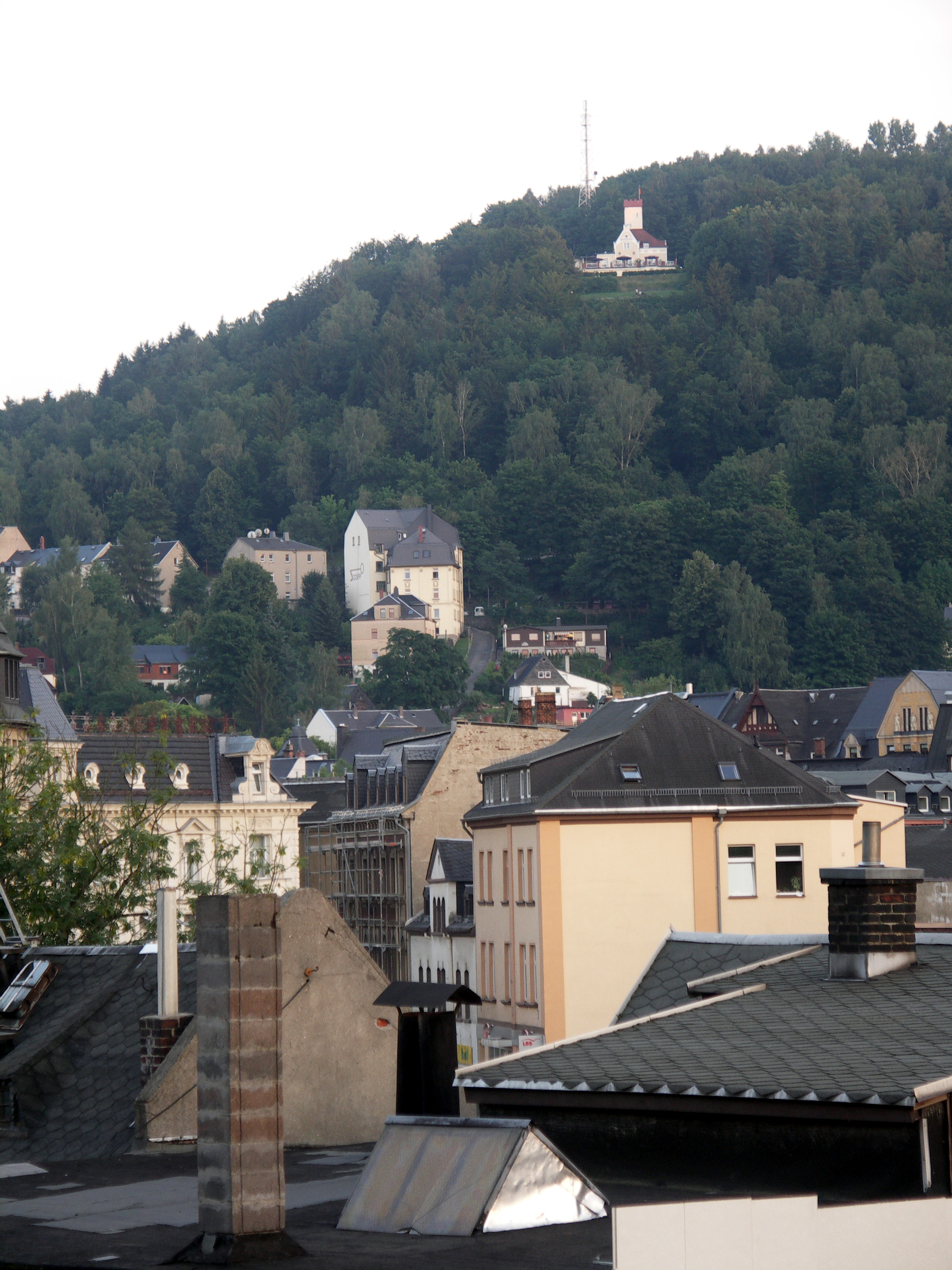
Blick auf den Heidelsberg mit Fernsehumsetzer; im Vordergrund einige Gebäude des Stadtteils Auerhammer

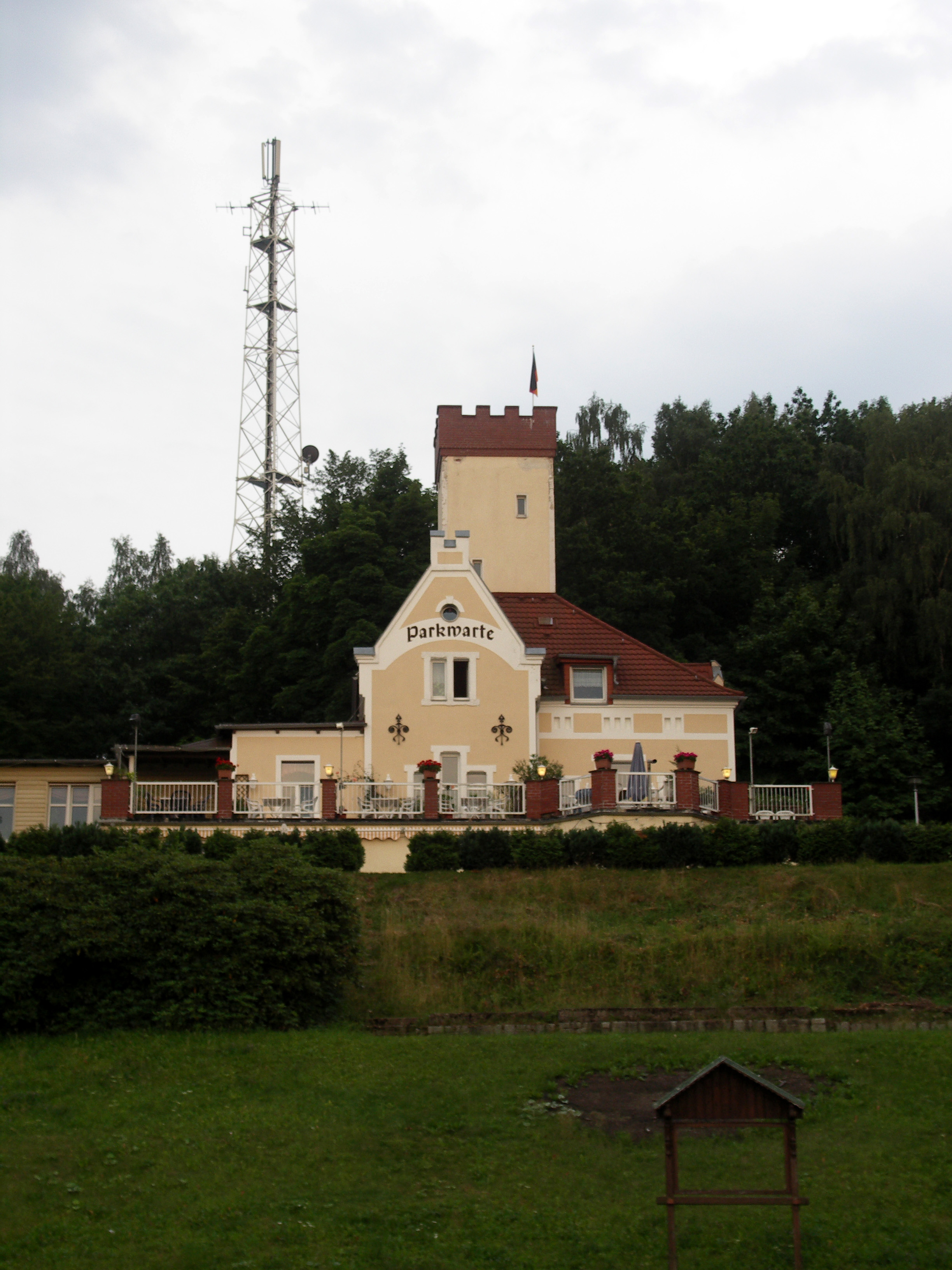
Parkwarte im Stadtpark, nach Wiederaufbau 2008

Bereits 1526 fand der Heidelsberg eine erste Erwähnung in einer Urkunde über ein an der Mulde liegendes Hammerwerk. Zu Beginn des 17. Jahrhunderts fanden Arbeiter bei Felsarbeiten Zinnerzgänge, die eine reiche Ausbeute versprachen. Bergarbeiter zogen in den Ort, errichteten am Berg aus ein- und zweigeschossigen Häusern eine eigene Siedlung, die Bergfreiheit. Sie brachen in Gruben, Brüchen und Stollen das Erz, bis die Vorkommen nicht mehr ergiebig waren. Außer Zinneinschlüsse (Zwitter) sind im Heidelsberg auch Granit, Schiefer, Quarz, Hornstein und Lamprophyr vorhanden, die ebenfalls abgebaut und verarbeitet wurden. Das im 20. Jahrhundert eingerichtete Museum an der Bockauer Straße entstand durch Ausbau eines historischen Stollenzuganges und eines Huthauses. Die Besucher können das Mundloch, den Zugang des früheren Stollens, und zahlreiche bergbautechnische Werkzeuge anschauen. 1994 gründete sich der historische Bergbauverein Aue e. V., der die Bergbaugeschichte von Aue erforscht und den Oberen Vestenburger Stolln (früher Irrgänger) für Besucher wieder erschloss („aufwältigte“). Das Museum, die frühere Weißerdenzeche St. Andreas und der Stollen können besichtigt werden. Sie sind mit dem rund 2 km langen Bergbaulehrpfad am Heidelsberg verbunden, der sich am Hang des Heidelsberges entlangzieht.

## Stadtpark
Mit der starken Industrialisierung zum Ende des 19. Jahrhunderts wurden ab 1893 die stadtseitigen Hänge als Erholungspark mittels eines Promenadensystems, Bänken, Blumenbeeten und Pavillons, wie dem Lorenzpavillon, hergerichtet. Ab 1900 erfuhr der Stadtpark durch Geländekauf eine Erweiterung auf 10 Hektar, und an der Kuppe des Heidelsberges konnten eine Parkwarte mit Aussichtsturm auf einer Höhe von 485 m ü. NN und eine öffentliche Gaststätte Schützenhaus erbaut werden. Die Gaststätte warb mit einem großen mit Bäumen bestandenen Garten sowie mit einem Konzert- und Ballsaal. Nach der Fertigstellung des Parkgeländes fanden jährlich gut besuchte Parkfeste statt.
Das Schützenhaus wurde nach dem Ersten Weltkrieg zu einer städtischen Gastwirtschaft und erhielt den Namen Parkschlösschen. 1926 war das Gebäude heruntergewirtschaftet und musste umfassend erneuert werden. Dabei entstanden durch Umbau der Säle mehrere kleine Räume, in einem weihte der Auer Keglerverband 1927 zwei Kegelbahnen ein. – In der nationalsozialistischen Zeit wurde der Stadtpark neu gestaltet: Eine als „Sommer-Bobbahn“ beworbene Vergnügunganlage, auf der auf Holzplanken und Stahlschienen flache Holzschlitten abwärtsfahren konnten, wurde aufgebaut. Im Jahr 1937 kam eine Heimathalle im Stile einer Berghütte hinzu, die von Auer Zimmerleuten innerhalb von 20 Tagen fertiggestellt worden war und den Kleinhändlern zur Verfügung stand.
Zwischen 1940 und 1945 fanden keine Parkfeste statt, da sich der früher als Träger des Stadtparks gegründete Verschönerungsverein wegen Insolvenz auflösen musste.
Nach dem Ende des Zweiten Weltkriegs dienten die Parkanlagen wieder der Erholung für die Einwohner. In den 1950er Jahren nahm die Stadt die Tradition der Parkfeste wieder auf. Aus diesem Anlass wurde die Sommer-Rodelbahn wieder instand gesetzt und kleinere Festplätze am Parkschlösschen sowie um die Parkwarte eingerichtet. Nach einem tödlichen Unfall 1953 wurde die Bahn außer Betrieb genommen und später abgetragen. Durch weitere Angebote wie der Einrichtung eines kleinen Wildgeheges für Wildschweine und Rotwild, dem Bau und der Nutzung einer kleinen Skisprunganlage an den Hängen des Parks und der Inbetriebnahme eines Freilichtkinos verbesserte sich das Erholungsangebot nach und nach.
Als ab 1963 weitere Veranstaltungen, wie das Fest des Liedes und des Tanzes direkt im Stadtgebiet organisiert wurden, verlor der Stadtpark seine Bedeutung. Die nicht mehr gepflegten Grünanlagen verwilderten, die Freilichtbühne und die Sprungschanze wurden beseitigt. Die Gebäude verfielen: der Turm der Parkwarte war bereits seit Kriegsende wegen Baufälligkeit geschlossen und die Terrasse musste 1970 ebenfalls gesperrt und später abgetragen werden. Die Heimathalle wurde in den 1970er Jahren zu einem Jugendklubhaus umfunktioniert, um 1990 wurde sie aus baulichen Gründen abgerissen.
Im Jahr 1990 begann die Wiederbelebung des Stadtparks, ein kleiner Rundtempel wurde saniert, die Wege neu gestaltet und die Bäume und Sträucher mit Erklärungstafeln versehen. Als 1996 Privatleute die alte Parkwarte von der Stadt erwarben, ließen sie die noch vorhandenen Gebäude sanieren und nicht mehr vorhandene neu aufbauen. Seitdem ist der Stadtpark mit der Parkwarte samt Aussichtsturm und Gaststätte zu einer neuen Touristenattraktion geworden. Es werden auch wieder gut besuchte und attraktive Parkfeste organisiert, zum Beispiel gab es 1996 einen Auftritt von Frank Zander in einem Zelt auf dem Festplatz des Heidelsbergs.

## Bauten am Heidelsberg
Der nordwestliche Teil des Heidelsbergs wurde in den 1920er Jahren kleinteilig bebaut. Für die Kinder der Bewohner gab es eine Grundschule für maximal 100 Schüler am Oberen Festplatz (Buchenweg 30). Nach der Wende wurde diese Einrichtung als Heidelsbergschule bezeichnet, jedoch in den frühen 2010er Jahren als Lehreinrichtung aufgegeben. In der Stadtverwaltung erfolgten etliche Versuche einer Nachnutzung, die bis Ende 2018 erfolglos geblieben sind. Im Frühjahr 2019 beriet das Ratskollegium eine Bauvoranfrage hinsichtlich der Nachnutzung der ehemaligen Schule auf dem Eichert und hat diesem Antrag stattgegeben: Der Schulkomplex soll zu einem Verwaltungsensemble und zu Apartment-Wohnungen umgebaut werden. Darüber hinaus ist der Neubau eines Seniorenwohnheims für ca. 97 Personen vorgesehen. Im August 2019 standen große Teile des Dachstuhls in Flammen, die Polizei geht von Brandstiftung aus.
Die Stadt Aue kümmerte sich zu Beginn des 20. Jahrhunderts intensiv um gesundheitliche Belange ihrer Bewohner und deren Kinder, für die Walderholungskuren angeboten wurden. Zuerst wurde ein Unterkunftshaus des 1905/1906 gegründeten Kleingarten- und Naturheilvereins Prießnitz auf dem Zeller Berg dafür genutzt. Dann errichtete die Stadtverwaltung 1925 am Süd-Osthang des Heidelsbergs die eigene Walderholungsstätte Aue. Als Tagesheim, mitten am bewaldeten Hang gelegen, wurden hier bis zu täglich 30 Kinder aufgenommen, jeweils für eine vierwöchige Kur. Es war ein einetagiger flacher Holzbau, der außer den sanitären und Kücheneinrichtungen einen Speisesaal, einen Liegeraum und eine breite offene Veranda besaß. – Das Gebäude existiert seit dem späten 20. Jahrhundert nicht mehr.
Auf halber Höhe, am Zwitterweg, errichtete die Stadt im Jahr 1927 für obdachlose Familien ein Asylgebäude. Es bot für insgesamt 33 Familien einfache aber zweckmäßige Unterkünfte mit Wohnküche, Schlafstube und zwei Wohnräumen. Im Keller befanden sich Waschküchen und Badegelegenheiten. Seit den 1960er Jahren wird dieses Gebäude – zwei Etagen mit ausgebautem Dachgeschoss – zu Wohnzwecken weiter benutzt.